# ヴェルヴィエ
ヴェルヴィエ（フランス語: Verviers [vɛʁvje]）は、ベルギー・ワロン地域・リエージュ州の都市。リエージュ州で3番目の人口を抱え、リエージュ市とドイツ国境との中間地点に位置する。ワロン地域圏の『水の都』と称される。

## 歴史

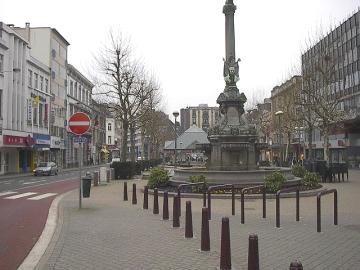
ヴェルヴィエ中心部

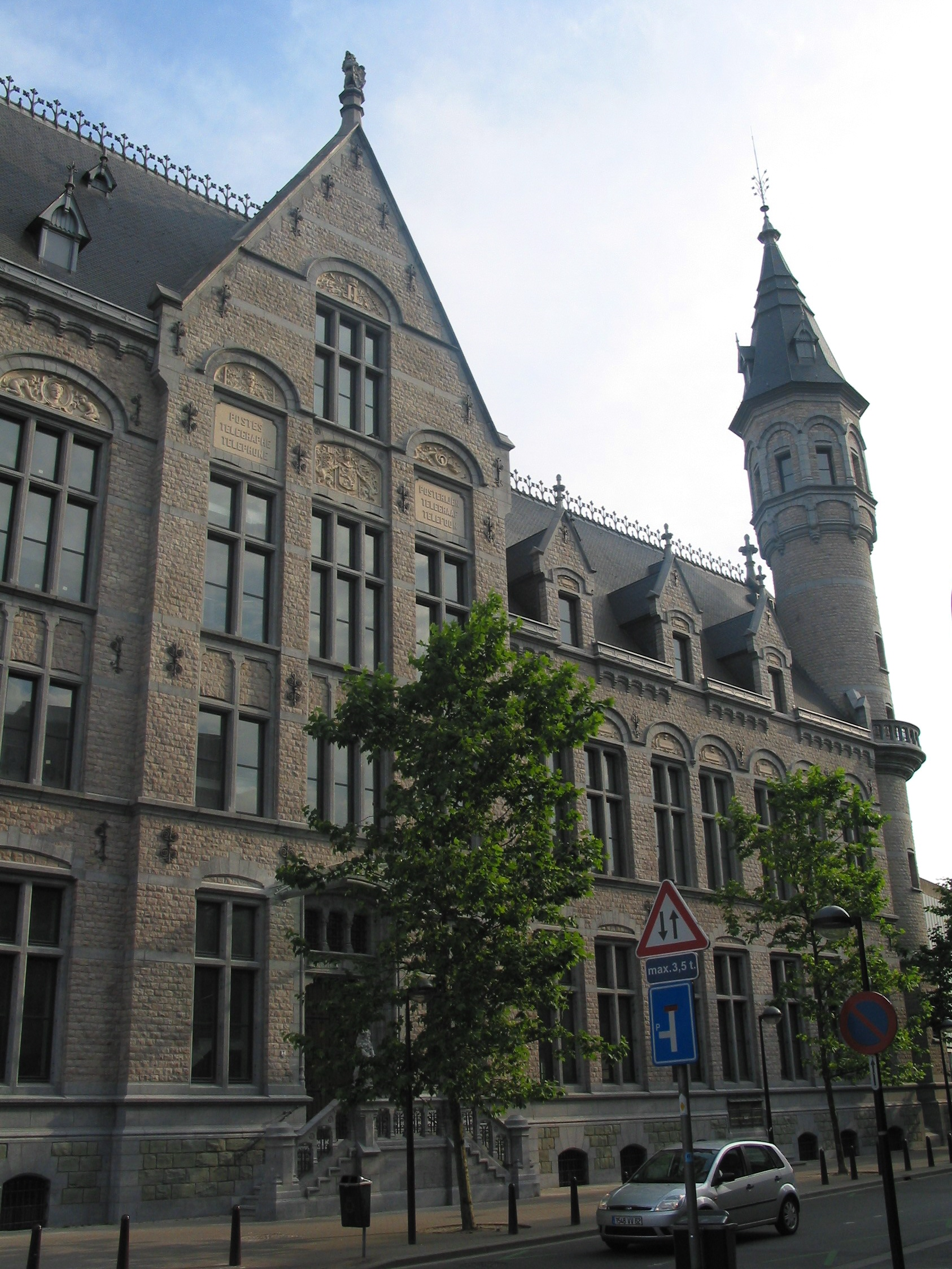
グラン・ポスト（郵便局）

### 初期
古代ローマ時代の硬貨と同様、多種の火打ち石と骨のかけらがこの地域で見つかっている。このことから定住が早くから進んでいたと推測される。4世紀、ローマ人らは、東からやってきて定期的に圧迫をするゲルマン系種族と取引を迫られた。最初は彼らを抑制することに成功していたが、5世紀後半にクローヴィス1世のフランク王国がこの地域を占領すると、ローマ人らは負けを認めなければならなくなった。ヴェルヴィエの地域は森林で覆われ、メロヴィング朝の王たちのための狩り場となった。スタヴロ修道院近郊の聖職者たちによって、地域はゆっくりとキリスト教化されていった。
10世紀、西フランク王シャルル3世は、リエージュ司教領創設の前に、フランシモン侯を世俗君主リエージュ司教と認めた。1014年にリエージュは侯国の直接統治となり、この法は1155年に神聖ローマ皇帝フリードリヒ1世とローマ教皇ハドリアヌス4世によって認証された。

### 15世紀から20世紀まで
この地域での織物産業の記述は15世紀からになる。一世紀後、服飾産業が最も古い冶金術の仕事にとってかわった。これは近隣のネーデルラントで起きた八十年戦争のせいであった。しかし町の規模は、ほとんど小規模なままであった。1651年には、織物の仕上げ工の増加のせいで、ヴェルヴィエがリエージュ司教領の主要都市の一つと目されるだけであった。
18世紀後半に、ヴェルヴィエはフランス革命の余波を被った。リエージュは1795年にフランスに併合され、そのせいで経済は傾き、前例のない悲惨な状態に陥った。ヴェルヴィエのツキは1815年のワーテルローの戦い以後によみがえった。ヴェルヴィエはワロン工業地帯の東の端にあった。生産業者ウィリアム・コッカリルは、イギリスでの手法を用いてヴェルヴィエの織物業に新時代をスタートさせた。道路は舗装され、ガス灯が設置され、ヴェルヴィエは産業革命のおかげで2倍の大きさとなった。第一次世界大戦後、ヴェルヴィエはブラッドフォードとともに、『世界の毛織物の首都』の称号を分かち合った。

### 21世紀
2021年7月、集中豪雨により、市内でも河川の氾濫による水害が生じた。

## 経済
ヴェルヴィエは、その品質を讃えられ毛糸生産と織物産業のふるさとと言われる。このおかげで町には多大な富がもたらされた。しかし、1950年代から、地元の工場は国際競争に直面し、町の経済が衰退を始めると閉鎖を始めた。1990年代半ばから経済はゆっくりと復調傾向にあるが、堅固な状態とはいえない。最も魅力ある地域への行き帰りを試み、数軒の商業複合施設が近年開店した。

## 施設

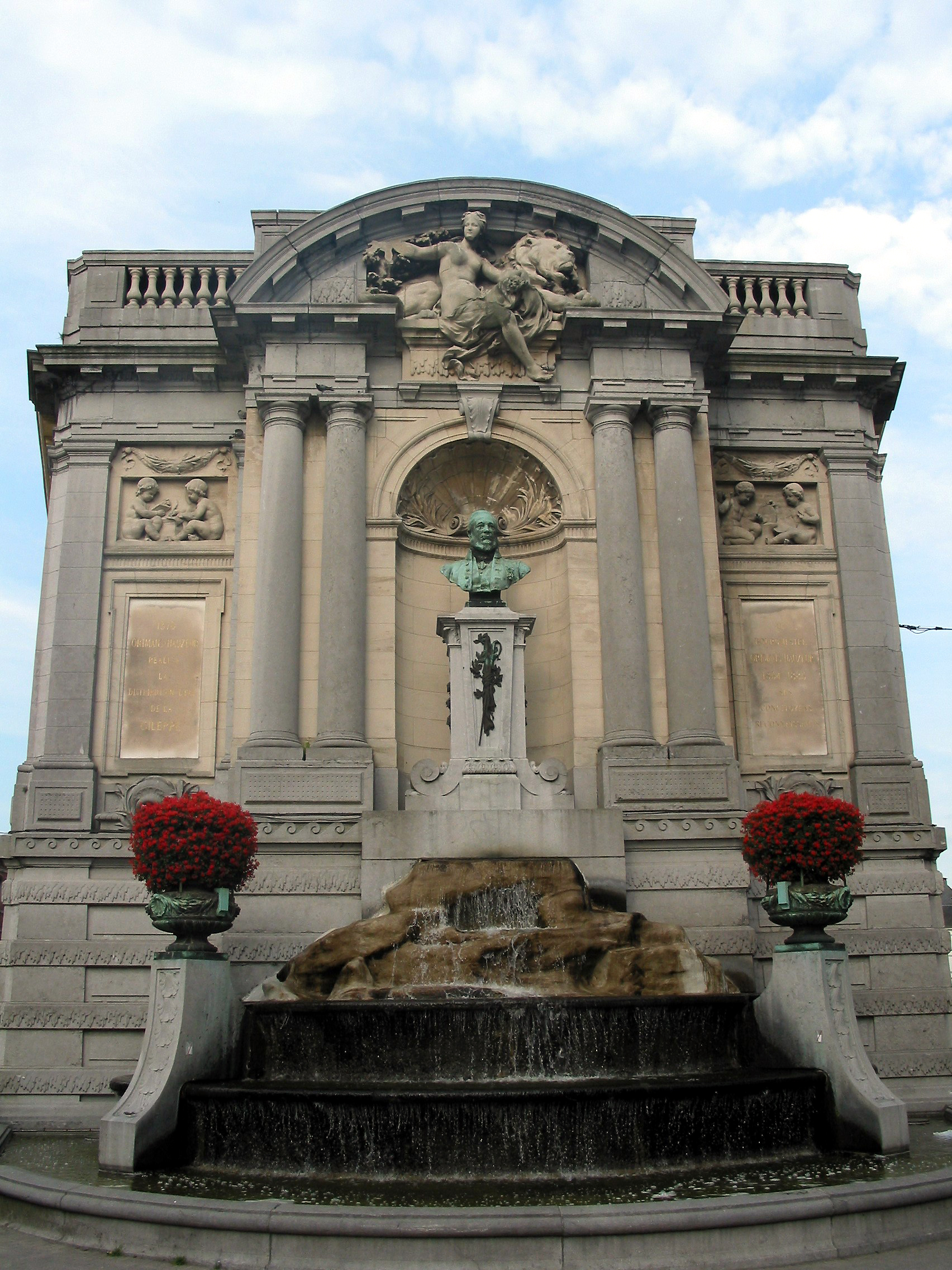
噴水

- 市内には数軒の博物館がある。そのうち毛織物服飾観光センターは、かつての工場で、新古典主義建築のファサードのある建物に入っている。
- グラン・テアトル - ラ・ボンボニエール（La Bonbonnière）の名で知られる、19世紀後半に建てられた新古典主義建築の建物。
- グラン・ポスト - ゴシック・リヴァイヴァル建築。
- 市内には多くの噴水、散策可能な小路が存在する。 市中心部の噴水には初代市長（1798年 - 1839年）を務めたピエール・ダビド（英語版）の心臓が隠されていた。ヴェルヴィエでは1世紀以上の間、噴水にダビドの心臓が隠されているとの言い伝えがあった。ダビドが予期せぬ死を遂げたため、当局が心臓の保管を決定した。初め市庁舎に保管されていたが、1880年代に移転が決定し、小箱に収められ隠された。市内のビジュアルアート美術館で見ることができる[2][3][4]。

## ヴェルヴィエ出身者
- アンリ・ヴュータン（1820年 - 1881年）- 作曲家・ヴァイオリニスト
- ギョーム・ルクー（1870年 - 1894年）- 作曲家
- アンリ・ピレンヌ（1862年 - 1935年）- 歴史家
- マルク・デュエツ（1957年 - ） - レーシングドライバー、ラリードライバー
- ドミニク・モナミ（1973年 - ）- 元プロテニス選手
- フィリップ・ジルベール（1982年 - ）- 自転車ロードレース選手
- ベルトラン・バゲット（1986年 - ）- レーシングドライバー

## 姉妹都市
- フランス: アルル
- ドイツ: メンヒェングラットバッハ
- フランス: ルーベ
- イギリス: ブラッドフォード
- フランス: ラ・モット＝シャランコン